# Shohreh Aghdashloo
Shohreh Aghdashloo (născută Shohreh Pari Vaziri-Tabar la 11 mai 1952, Teheran, Iran) este o actriță americană de origine iraniană.

## Biografie
Shohreh Aghdashloo s-a născut pe 11 mai 1952, la Teheran, dintr-o familie prosperă musulmană. S-a căsătorit cu pictorul iranian Aydin Aghdashloo și i-a preluat numele. Și-a început cariera de actriță la vârsta de 18 ani. Primul său rol într-un lungmetraj a fost în Gozāresh(The Report) regizat de Abbas Kiarostami , care a câștigat premiul criticii la Festivalul de Film de la Moscova. Următorul film a fost Shatranje Baad (în engleză Chess With The Wind), regizat de Mohammad Reza Aslani, care a făcut turul festivalurilor de profil. Ambele pelicule au fost interzise în țara sa de origine. Filmul care a propulsat-o drept una dintre cele mai bune actrițe din țara sa a fost Sooteh Delan(Broken Hearts), regizat de Ali Hatami. După ce și-a consolidat cariera de actriță în film și teatru în Iran, Aghdashloo s-a mutat în Anglia în timpul Revoluției Iraniene din 1979. În Anglia,  și-a continuat studiile. A obținut o diplomă în Relații Internaționale și în același timp și-a continuat cariera de actriță, ajungând astfel la Los Angeles.
Mai târziu și-a luat cetățenie americană. Mulți ani a jucat în lungmetraje și a avut mai multe colaborări cu televiziunea, dar rolul său din House of Sand and Fog din 2003 a adus-o în atenția publicului și a criticii de specialitate. Mai mult, pentru această partitură a fost nominalizată pentru Cea mai bună actriță a Academiei Americane de Film. A jucat în filmul House of Saddam în 2008, iar pentru acest rol a câștigat și un premiu Emmy pentru interpretare.